# 张恒寿
张恒寿（1902年—1991年3月7日），字越如，男，山西平定人，中国历史学家，曾任中国史学会理事。